# Кунц (Тексас)
Кунц (енгл. Kountze) град је у америчкој савезној држави Тексас. По попису становништва из 2010. у њему је живело 2.123 становника.

## Демографија
Према попису становништва из 2010. у граду је живело 2.123 становника, што је 8 (0,4%) становника више него 2000. године.
| Група             | 2000.         | 2010.         |
| Белци             | 1.460 (69,0%) | 1.488 (70,1%) |
| Афроамериканци    | 559 (26,4%)   | 490 (23,1%)   |
| Азијати           | 9 (0,4%)      | 18 (0,8%)     |
| Хиспаноамериканци | 60 (2,8%)     | 106 (5,0%)    |
| Укупно            | 2.115         | 2.123         |